# Carlos Palacios (Fußballspieler)
Carlos Alonso Enrique Palacios Núñez (* 20. Juli 2000 in Renca) ist ein chilenischer Fußballspieler. Der Stürmer steht aktuell bei den Boca Juniors unter Vertrag.

## Karriere

### Verein
Palacios begann bereits in frühen Jahren mit dem Fußballspielen. Zunächst spielte er in der Jugendmannschaft von Santiago Morning, ehe er 2012 zu Unión Española, ebenfalls aus der chilenischen Hauptstadt Santiago, wechselte. Dort durchlief er die weiteren Jugendabteilungen. In der Saison 2017 der chilenischen Primera División wurde er im Alter von 17 Jahren erstmals in den Kader der Profimannschaft berufen, kam aber noch zu keinem Einsatz für seinen Verein. Sein Debüt in der Liga gab er schließlich am 1. April 2018 bei der 1:0-Niederlage gegen Unión La Calera, bei der er fünf Minuten vor Spielende für Pablo Aránguiz eingewechselt wurde. Im Verlauf der Saison wurde er zunehmend als Rotationsspieler eingesetzt, nichtsdestotrotz stand er am 28. Juli 2018 beim 1:1-Unentschieden gegen den CD Huachipato erstmals in der Startelf seiner Mannschaft. Den Großteil der Saison 2019 verpasste er jedoch, allerdings konnte er am 5. Oktober 2019 beim 1:1-Unentschieden gegen Universidad de Concepción sein erstes Tor in der Liga erzielen. Daraufhin wurde Palacios in der Saison 2020 zum unumstrittenen Stammspieler für Unión Española und kam in insgesamt 33 Partien zum Einsatz, in denen er acht Tore erzielte. Außerdem war er sogar in drei Spielen der Kapitän seines Teams.
Am 22. März 2021 wechselte Palacios zum SC Internacional nach Porto Alegre. Zunächst wurde er von Unión Española dorthin nur für ein Jahr ausgeliehen, direkt im Anschluss unterschrieb er einen festen Vertrag bei dem brasilianischen Verein. Sein Debüt für Internacional Porto Alegre gab er am 1. April 2021 beim 0:0-Unentschieden gegen den EC São José im Campeonato Gaucho, der Staatsmeisterschaft des Bundesstaates Rio Grande do Sul. Bei Porto Alegre konnte sich Palacios allerdings nicht durchsetzen und blieb während der Saison 2021 lediglich Rotationsspieler, kam so allerdings zu gelegentlichen Kurzeinsätzen in der Série A. In der Liga kam er so auf 20 Einsätze. Daneben kam er auch in der Copa Libertadores zum Einsatz. Im April 2022 verließ er den Club jedoch schon wieder und wechselte zum CR Vasco da Gama in die zweitklassige Série B, wo er einen Vertrag bis 2025 unterschrieb. Auch dort kam er zwar regelmäßig zum Einsatz, Stammspieler konnte er allerdings nicht werden. Am 25. Juni 2022 erzielte er beim 3:0-Sieg gegen den Operário Ferroviário EC sein erstes und einziges Tor in der Saison. Vasco da Gama beendete die Saison als vierter der Liga und stieg somit in die Série A auf.
Trotz des Aufstieges kehrte Palacios im Januar 2023 nach Chile zurück, wo er sich für die Saison 2023 dem CSD Colo-Colo anschloss. Zur Saison 2025 wechselte der Offensivakteur zum argentinischen Topklub Boca Juniors.

### Nationalmannschaft
Im November 2020 wurde Palacios von Trainer Reinaldo Rueda erstmals für Spiele der chilenischen Fußballnationalmannschaft berufen. Nachdem er beim 2:0-Sieg gegen Peru am 14. November 2020 noch nicht zum Einsatz kam, gab er sein Debüt am 17. November 2020 bei der 1:2-Niederlage gegen Venezuela. 2021 stand er erstmals im Kader der chilenischen Fußballnationalmannschaft bei einem großen Turnier, so kam er bei der Copa América 2021 bei zwei Spielen zum Einsatz.

## Erfolge
Colo-Colo
- Chilenischer Pokalsieger: 2023
- Chilenischer Meister: 2024
- Chilenischer Supercup-Sieger: 2024